# Velociraptor
Velociraptor („brzi kradljivac”) je rod dromeosaurida koji je živeo pre 75 do 71 miliona godina, tokom kasne krede. Trenutno su priznate dve vrste, mada su pre u ovaj rod svrstavane i druge. Tipična vrsta je V. mongoliensis; fosili ove vrste otkriveni su u Mongoliji. Druga vrsta, V. osmolskae, osnovana je 2008. godine na osnovu jedne lobanje iz Unutrašnje Mongolije (Kina).
Manji od dromeosaurida kao što su Deinonychus i Achillobator, Velociraptor je ipak sa njima delio mnoge anatomske osobine. Bio je dvonožni grabljivac sa perjem, dugim ukrućenim repom i velikom kandžom na drugom prstu noge, za koju se smatra da je služila kao pomoć prilikom lova. Velociraptor se od ostalih dromeosaurida može razlikovati po dugom i niskom lobanjom sa uzdignutom njuškom. 
Velociraptor (koji se često skraćeno naziva raptor) je jedan od najpopularnijih dinosaura koji se pojavljuju u medijima zbog svoje istaknute uloge u serijalu fimova Jurski park. On je u njima prikazan sa određenim anatomskim greškama; npr. bio je mnogo veći nego u stvarnosti i nije prikazan sa perjem. Takođe je dobro poznat paleontolozima, s obzirom na to da je opisano više od dvanaest skeleta - više nego i kod jednog drugog dromeosaurida. Jedan vrlo poznat primerak prikazuje Velociraptora u borbi sa Protoceratopsom.

## Opis
Velociraptor je bio dromeosaurid srednje veličine. Odrasli su bili dugi do 2,07 m, u kukovima visoki 0,5 m, a teški do 15 kg. Lobanja, duga do 25 cm, bila je upadljivo savijena prema gore, konkavna na gornjoj površini, a konveksna na donjoj. U čeljustima se sa svake strane nalazilo 26 do 28 razmaknutih zuba, više nazubljenih na svom zadnjem rubu nego na prednjem, što je možda prilagođavanje lovu na brzi plen.
Velociraptor je, kao i drugi dromeosauridi, imao veliku ruku sa tri vrlo zakrivljene kandže, koje su po konstrukciji i fleksibilnosti bile slične kostima krila kod današnjih ptica. Drugi prst je bio najduži, a prvi je bio najkraći. Struktura kostiju ručnog zgloba onemogućavala je okretanje ruke u tom zglobu. Zbog toga je ruke morao držati dlanom prema nazad (prema ostatku tela), a ne prema dole (prema tlu). Prvi prst stopala je, kao i kod ostalih teropoda, bio vrlo mali. Međutim, Velociraptor i njegovi srodnici tlo su doticali samo sa trećim i četvrtim prstom, dok su ostali teropodi hodali na tri prsta. Drugi prst, po kojem je Velociraptor vrlo poznat, bio je vrlo modifikovan i držao ga je iznad tla. Na njemu se nalazila relativno velika kandža u obliku srpa, tipična za dromeosauride i trudontide. Ta kandža, koja je mogla biti duga i do 6,5 cm, verovatno je služila u lovu za ranjavanje plena, a možda je njome i zadavao smrtni udarac.
Velociraptorov rep su učvršćavala dugačka koštana ispupčenja (prezigapofize) na vanjskoj površini pršljena, kao i okoštale tetive ispod njih. Prezigapofize su počinjale od desetog repnog pršljena i zatezale sledećih četiri do deset pršljena, zavisno od pozicije repa. To učvršćivanje rezultiralo je time da se rep ponašao kao prut - vertikalni pokreti između pršljena bili su onemogućeni. Međutim, pronađen je barem jedan primerak sa repom savijenim u stranu u obliku slova S, što znači da je rep bio znatno fleksibilniji horizontalno. Navedena prilagođavanja verovatno su davala ravnotežu i stabilnost prilikom skretanja pri velikim brzinama.
Paleontolozi su 2007. godine prijavili otkriće kvrga na podlaktici za koje je bilo pričvršćeno perje, neoborivo dokazavši prisustvo perja kod vrste Velociraptor mongoliensis.

## Istorija
Piter Kajzen je tokom jedne ekspedicije Američkog prirodoslovnog muzeja u pustinju Gobi 11. avgusta 1923. godine pronašao prvi fosil Velociraptora poznat nauci: jednu smrvljenu ali potpunu lobanju sa jednom kandžom sa drugog nožnog prsta (AMNH 6515). Henri Ferfild Ozborn, direktor muzeja, je 1924. godine priključio lobanju i kandžu (za koju je smatrao da se nalazila na ruci živog primerka) novom rodu, Velociraptor. Taj naziv potiče od latinskog velox („brzi”) i raptor („pljačkaš”) i odnosi se na grabežljiv način života ove životinje. Osborn je tipičnu vrstu nazvao V. mongoliensis prema zemlji porekla (Mongolija). Ranije te godine Osborn je bio spomenuo tu životinju u jednom popularnom članku, ali pod nazivom Ovoraptor djadochtari (ne sme se pomešati sa rodom Oviraptor). Međutim, budući da naziv „Ovoraptor” nije bio objavljen u naučnom časopisu i nije imao formalan opis, smatra se da je nomen nudum, pa naziv Velociraptor zadržava prioritet.
Dok je severnoameričkim timovima tokom Hladnog rata pristup komunističkoj Mongoliji bio zabranjen, ekspedicije sovjetskih i poljskih naučnika, zajedno sa njihovim mongolskim kolegama, otkrile su još nekoliko primeraka Velociraptora. Najpoznatiji primerak su legendarni „Dinosauri u borbi” (GIN 100/25), koje je 1971. godine otkrio poljsko-mongolski tim. U ovom primerku očuvan je jedan Velociraptor u borbi sa jednim Protoceratopsom. Taj primerak se smatra nacionalnim blagom Mongolije, mada ga je 2000. godine za privremenu egzibiciju pozajmio Američki prirodoslovni muzej u Njujorku.
Između 1988. i 1990. godine jedan kinesko-kanadski tim je otkrio ostatke Velociraptora u severnoj Kini. Američki naučnici su se 1990. godine vratili u Mongoliju. Jedna mongolsko-američka ekspedicija u pustinju Gobi, koju su vodili Američki prirodoslovni muzej i Mongolska akademija nauka, otkrila je nekoliko dobro očuvanih skeleta. Jedan od tih primeraka, IGM 100/980, dobio je nadimak „Ičabodkraniosaurus}-” zato što je bio prilično dobro očuvan, ali bez lobanje (odnosi se na Ičaboda Kranea - glavnog junaka Legende o Uspavanoj dolini, koji na kraju bude obezglavljen). Taj primerak možda pripada vrsti Velociraptor mongoliensis, ali Norel i Makoviki su zaključili da nije bio dovoljno potpun da bi se to sigurno reklo; još uvek se očekuje službeni opis.
Za gornju čeljust i suznu kost, koje su otkrivene 1999. godine, zaključeno je da pripadaju rodu Velociraptor, ali ne tipičnoj vrsti V. mongoliensis. Paskal Godefroit i kolege su prema tim kostima 2008. godine nazvali novu vrstu V. osmolskae (prema poljskoj paleontologinji Halszki Osmolski).

## Poreklo
Svi poznati primerci vrste Velociraptor mongoliensis otkriveni su u formaciji Djadokta u mongolskoj provinciji Umnegov. Vrste Velociraptora takođe su pronađene u malo mlađoj formaciji Barun Gojot u Mongoliji, mada su one intermedijarni oblici i možda pripadaju nekom srodnom rodu. Smatra se da te geološke formacije potiču iz perioda kampanija (pre 83-70 miliona godina) iz kasne krede.
V. mongoliensis je pronađen u mnogim najpoznatijim lokalitetima formacije Djadokta. Tipični primerak pronađen je u Flejming Klifsu (takođe zvanom i Bejn Dzak i Šabarak Usu), a primerak „Dinosauri u borbi” pronađen je na lokalitetu Tugrig (takođe zvanom Tugrugin Šireh). Na poznatim lokalitetima formacije Barun Gojot, Kulsan i Kermin Tsav, takođe su pronađeni ostaci koji možda pripadaju rodu Velociraptor ili nekom srodnom rodu. Zubi i nepotpuni ostaci za koje se smatra da pripadaju mladom primerku vrste V. mongoliensis takođe su pronađeni u formaciji Bejan Mandahu, plodnom nalazištu u Unutrašnjoj Mongoliji (Kina) koja potiče iz istog perioda kao i formacija Djadokta. Međutim, ti fosili nisu bili pripremljeni ili istraženi 2008. godine. Jedna lobanja odrasle jedinke iz formacije Bejan Mandahu priključena je drugoj vrsti, Velociraptor osmolskae.

### Paleoekologija
Sva fosilna nalazišta iz kojih potiču ostaci Velociraptora pre su bila suva staništa sa peščanim dinama i samo povremeno potocima, mada izgleda da je stanište mlađe formacije Barun Gojot bilo malo vlažnije nego ono starije formacije Djadokta. Pozicija nekih potpunih fosila i njihovo očuvanje u peščaru, ukazuje na to da je većina primeraka živa zakopana tekom peščanih oluja, koje su vrlo česte u takvim staništima.
U navedenim formacijama bili su prisutni isti rodovi, ali su životinje varirale na nivou vrste. Na primer, u formaciji Djadokta živeli su Velociraptor mongoliensis, Protoceratops andrewsi i Pinacosaurus grangeri, dok su u formaciji Bejan Mandahu živeli Velociraptor osmolskae, Protoceratops hellenikorhinus i Pinacosaurus mephistocephalus. Te razlike možda su nastale zbog fizičke prepreke između te dve formacije, koje su geografski blizu jedna drugoj. Međutim, budući da nije poznato da je ikada postojala ikakva prepreka u tom području, verojatnije je da su se formacije Djadokta i Bejan Mandahu razlikovale po vremenu nastanka.
Drugi dinosauri koji su živeli na istom prostoru kao i V. mongoliensis su trudontid Saurornithoides mongoliensis, oviraptorid Oviraptor philoceratops i dromeosaurid Mahakala omnogovae. V. osmolskae živeo je sa ceratopsom Magnirostris dodsoni, kao i oviraptoridom Machairasaurus leptonychus i dromeosauridom Linheraptor exquisitus.